# Кечеджізаде Мехмед Емін Фуад-паша
Кечеджізаде Мехмед Емін Фуад-паша (тур. Keçecizade Mehmet Emin Fuat Paşa; 1814, Стамбул, Османська імперія — 1869, Ніцца, Франція) — османський державний діяч і письменник, великий візир. Син поета Кечеджізаде Іззета Молли.

## Життєпис
Протягом 1828-1832 років вивчав медицину в турецькому Галатасараї в Константинополі, потім служив лікарем на флоті, але 1834 року відмовився від медицини і вступив у бюро перекладачів. Як добрий знавець європейських мов, Фуад-паша 1843 року був уже начальником бюро (до 1848 року). 1840 року він перебував при Алі-паші, відправленому в Лондон. 1848 року був урядовим комісаром у Дунайських князівствах. Від 1849 року служив у міністерстві закордонних справ, 1852 року призначений міністром закордонних справ.
Він був прихильником реформ у внутрішньому управлінні і, як наслідок, прихильником Англії й ворогом Росії в іноземній політиці. Свої погляди на характер початих чвар з Росією він виклав у брошурі «La v érité sur la question des lieux saints», що викликала значне невдоволення проти нього в імператора Миколі I. 1853 року російський надзвичайний посол Меншиков образив його своїм брутальним поводженням (він з'явився до нього прямо з пароплава в дорожньому костюмі), внаслідок чого Фуад-паша вийшов у відставку.[прояснити]
1851 року він був урядовим комісаром в Епірі, де придушив повстання. 1858 року був міністром закордонних справ і брав участь у паризьких конференціях, що мали на меті організацію дунайських князівств. Посланий 1860 року в Дамаск, як комісар, він мав відновити там порядок, що почасти й виконав, суворо покаравши (здебільшого стративши) винуватців убивств друзів.
1861 року призначений великим візиром і 1862 року, крім того, завідувачем фінансами. Його прагнення до реформ гальмувалося протидією самого султана і його оточення. Його сміливий проект секуляризації майна мечетей був частково здійсненим його заступником Алі-пашею. 1867 року він змінив звання великого візира, яке отримав його покровитель Алі-паша, на посаду міністра закордонних справ (утретє), яку обіймав до смерті. 1867 року переконав султана Абдул-Азіза здійснити поїздку в Західну Європу і супроводжував його.
Як поет і публіцист, прихильник європейської освіченості, він виступив у 1840-х роках, співпрацюючи з газетою «Таквім-і векаї». Йому ж (у співпраці з Джеват-пашею) належить турецька граматика (німецький переклад: «Grammatik der osmanischen Sprache [Архівовано 20 Червня 2020 у Wayback Machine.]», Гельсінгфорс, 1855), яка відстоювала очищення турецької літературної мови від арабських слів і зворотів, які, надаючи їй характер «високого стилю» (на зразок слов'янських виразів у російській мові), робили її недоступною для звичайної публіки.